# 574 Reginhild
574 Reginhild este un asteroid din centura principală, descoperit pe 19 septembrie 1905, de Max Wolf.